# Cantó d'Estrasburg-4
El cantó d'Estrasburg-4 (alsacià Kanton Stroosburi-4) és una divisió administrativa francesa situat al departament del Baix Rin i a la regió del Gran Est. Comprèn el Quartier des Quinze.